# Olympics de Washington
Les Olympics de Washington (en anglais : Washington Olympics) sont un club de baseball basé à Washington (États-Unis) qui opère en National Association en 1871 et 1872. Le nom officiel du club est The Olympic Base Ball Club of Washington.

## Histoire

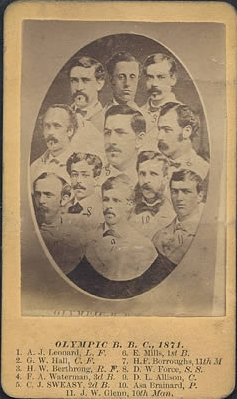
Les Olympics de Washington en 1871

Les Olympics évoluent à l'Olympic Ground, modeste enceinte de 500 places, du 22 avril 1871 au 24 mai 1872. Le premier match à domicile des Olympics est un derby face aux Washington Nationals. Ce 22 avril 1871, les Olympics s'imposent 36-12.
Nick Young, futur président de la Ligue nationale (1885-1902), est le manager des Olympics. 
Le club abandonne en cours de compétition lors de sa deuxième saison. Le dernier match des Olympics se tient le 24 mai 1872 à domicile contre les Nationals Washington ; c'est une victoire 11-7 pour les Olympics.

## Saison par saison
| Saison | Ligue  | Saison régulière | Saison régulière | Saison régulière | Saison régulière | Saison régulière |
| Saison | Ligue  | Class.           | Vic.             | Déf.             | Nuls             | %Vic.            |
| 1871   | NAPBBP | 4e               | 15               | 15               | 2                | 0,500            |
| 1872   | NAPBBP | 10e              | 2                | 7                | 0                | 0,222            |